# Hideo Hashimoto
Hideo Hashimoto (Osaka, 21. svibnja 1979.) japanski je nogometaš.

## Klupska karijera
Igrao je za Gamba Osaka, Vissel Kobe i Cerezo Osaka.

## Reprezentativna karijera
Za japansku reprezentaciju igrao je od 2007. do 2010. godine. Odigrao je 15 utakmice.
S japanskom reprezentacijom Hideo Hashimoto je igrao na Azijskom kupu 2007.

## Statistika
| Japan  | Japan | Japan |
| Godina | Nast. | Gol.  |
| ------ | ----- | ----- |
| 2007.  | 4     | 0     |
| 2008.  | 2     | 0     |
| 2009.  | 7     | 0     |
| 2010.  | 2     | 0     |
| Ukupno | 15    | 0     |

## Vanjske poveznice
- National Football Teams
- Japan National Football Team Database